# Law & Order (3.ª temporada)
A terceira temporada da série americana Law & Order foi exibida do dia 23 de setembro de 1992 até o dia 19 de maio de 1993. Transmitida pelo canal NBC, a temporada teve 22 episódios.

## Episódios
A denominação #T corresponde ao número do episódio na temporada e a #S corresponde ao número do episódio ao total na série.

## Elenco
- Paul Sorvino — Sargento Phil Cerreta
- Jerry Orbach — Detetive Lennie Briscoe
- Chris Noth — Detetive Mike Logan
- Dann Florek — Capitão Don Cragen
- Michael Moriarty — Ben Stone
- Richard Brooks — Paul Robinette
- Steven Hill — Adam Schiff

### Estrelando também
- Carolyn McCormick — Dr. Elizabeth Olivet